# Kafirnigan
Kafirnigan (rusky Кафирниган) je řeka v Tádžikistánu (Chatlonský vilájet‎, Centrálně spravované okresy). Je 387 km dlouhá. Povodí má rozlohu 11 600 km².

## Průběh toku
Vzniká soutokem dvou zdrojnic, které stékají z jižních svahů a částečně také z ledovců Hissarského hřbetu. Protéká Gissarskou dolinou. Na dolním toku jsou břehy pokryté skřípincem a pobřežními lesy. Ústí zprava do Amudarji.

### Přítoky
- zprava – Varzob, Chanaka
- zleva – Iljak

## Vodní režim
Zdrojem vody je převážně sníh. Průměrný průtok vody v ústí činí 156 m³/s. Průměrná roční kalnost vody na dolním toku činí přibližně 1500 g/m³.

## Využití
Využívá se na zavlažování. Na řece leží město Vachdat.